# 대한민국-이스라엘 관계
대한민국과 이스라엘 간의 관계(히브리어: יחסי ישראל–קוריאה הדרומית)는 1948년 대한민국 정부 수립 후 시작되어, 1962년 양국이 대사급 외교관계를 수립하면서 공식적으로 가지게 된 외교 관계이다. 1978년 중동 정세에 따라 양국의 대사관이 철수한 이후 1992년 대사관을 재개설하기까지 공식적인 외교관계가 중단된 적이 있었으나, 대사관 재개설 이후 대한민국과 이스라엘은 국가 안보, 과학기술, 신재생 에너지, 양국간 무역 관계 등 모든 분야에서 많은 관심과 협력 의사를 보이고 있다.

## 초기 외교사
대한민국과 이스라엘은 1962년 4월 9일 대사급 외교관계를 수립하였다. 그러나 최초로 양국 관계가 시작된 것은 1950년 한국 전쟁 발발을 통해서였다. 당시 이스라엘 수상이었던 다비드 벤구리온은 대한민국을 돕는 유엔군에 이스라엘군을 참전시키는 것을 지지하였다. 그러나 이스라엘 정당 중 하나인 마팜(히브리어: מַפָּ״ם)은 대한민국보다 조선민주주의인민공화국측과의 관계를 중시하였기 때문에 벤구리온의 이러한 조치를 반대하였다. 이에 대한 타협책으로 이스라엘은 1951년 대한민국 정부에 10만 달러 규모의 의료, 식량 물자를 지원하였다.
한국 전쟁의 휴전 이후 대한민국과 이스라엘의 관계는 강화되었다. 이스라엘은 미국과 유엔에 협력했던 것으로 그동안의 외교 정책에 큰 변화를 맞게 되었다. 반면 북한과 이스라엘의 관계는 좋지 못했는데, 이는 북한이 아랍 국가들에게 무기 수출 및 군사 고문단을 파견하였기 때문이다.

## 대사급 외교관계 수립
1962년 4월 9일 대한민국, 이스라엘 양국의 대사관 개설 이후, 이스라엘은 농업, 수자원, 군사 안보 분야 등에서 대한민국을 원조하였다. 대한민국 국군은 우지 등 이스라엘제 무기를 대량으로 구입하였다. 1966년에는 양국 대표단이 서로의 나라를 방문하였다.
1978년 2월, 대한민국과 이스라엘은 양국 대사관을 철수하였다. 1973년 석유 파동과 이스라엘의 외교적 고립, 그리고 아랍국가들의 요구 등으로 인한 결과였다. 그러나 냉전이 종료되고 이스라엘과 중동 국가들간의 관계 개선으로 국제 사회에서 이스라엘의 입지가 인정되어 대한민국과의 관계도 정상화되었다.
1992년 1월 1일 주한 이스라엘 대사관이 재개설되고, 뒤이어 1994년 1월 1일 텔아비브에 주이스라엘 대한민국 대사관이 재개설됨으로써 양국의 공식 관계가 회복되었다. 1994년 12월 이츠하크 라빈 이스라엘 전(前) 총리의 대한민국 방문으로 양국을 냉각되었던 과거사를 청산하고, 문화, 항공, 바이츠만 과학 연구소를 통한 과학기술 협력을 위한 협정을 체결하였다.
이어 1995년 비자 면제협정, 1996년 관세협정, 투자 보장 및 이중과세 방지 협정 등 경제관련 협정이 가조인되었다.

## 경제 관계
대한민국과 이스라엘 사이의 무역은 1990년 ~ 2000년 사이에 1억 4,800만 달러에서 약 10억 달러로 6배가량 증가하였다. 이 10년 동안 대한민국의 자동차는 이스라엘 시장의 15%를, 휴대폰에서는 20%를 점유하였다. 반대로 같은 기간 동안 이스라엘이 대한민국에 수출하는 주요 물품들의 점유율도 기하급수적으로 증가하였다. 이스라엘의 많은 스타트업 기업들은 2022년에는 한국과 이스라엘 간 자유 무역 협정이 체결되었으며, 이는 아시아 지역권 국가 중 최초의 사례이다.

## 같이 보기
- 주한 이스라엘 대사관
- 주이스라엘 대한민국 대사관